# Robert de Grandpré
Pour les articles homonymes, voir de Grandpré.
Robert de Grandpré (en latin Robertus de Grandiprato) est un homme d'Église lorrain de la fin du XIIe siècle et du début du XIIIe siècle  ; il a été évêque de Verdun de 1208 à 1217.

## Biographie
Robert de Grandpré appartient à la famille noble des comtes de Grandpré, fils d'Henri II, comte de Grandpré, et de Liutgarde de Luxembourg ((1120-1170), fille de Guillaume Ier de Luxembourg. Il est archidiacre d'Argonne de 1171 à 1196, puis princier (ou primicier) de la cathédrale Notre-Dame de Verdun à partir de 1197, c'est-à-dire premier archidiacre et le plus haut dignitaire après l'évêque, résidant à ce titre dans l'hôtel de la Princerie. 
En 1186, lors de l'élection épiscopale à la suite de la démission de Henri II de Castres, il reçoit les suffrages de quelques chanoines contre Albert II de Hierges qui est élu. Lorsque ce dernier meurt en juillet 1208, Robert de Grandpré est élu évêque ; le chanoine Herbert d'Ivoy s'oppose à son élection, intente un procès en cour de Rome, mais il est débouté et Robert de Grandpré est confirmé comme évêque et consacré par l'évêque de Trèves en février 1209. 
Le pape Honorius III le condamne et le destitue en février 1217. Robert de Grandpré meurt le 24 août 1217.